# Sniatyn
Sniatyn (tiếng Ukraina: Снятин) là một thành phố của Ukraina. Thành phố này thuộc tỉnh Ivano-Frankivsk. Thành phố này có diện tích ? km², dân số theo điều tra dân số năm 2001 là 10.479 người.